# Synopsis der Deutschen und Schweizer Flora 3
Synopsis der Deutschen und Schweizer Flora 3 (abreviado Syn. Deut. Schweiz. Fl., ed. 3) es un libro con ilustraciones y descripciones botánicas que fue escrito por el botánico, clérigo, evangélico, educador, naturalista alemán Johann Friedrich Wilhelm Koch y publicado en Leipzig en 3 volúmenes en los años 1890-1907 con el nombre de Synopsis der Deutschen und Schweizer Flora, enthaltend die genauer bekannten phanerogamischen gewächse, so wie die cryptogamischen gefäss-pflanzen, welche in Deutschland, der Schweiz, in Preussen und Istrien wild wachsen, Edition 3.